# Gönyű
Gönyű là một thị trấn thuộc hạt Győr-Moson-Sopron, Hungary. Thị trấn này có diện tích 21,63 km², dân số năm 2010 là 3140 người, mật độ 145 người/km².